# Hồ sơ tuyệt mật (mùa 1)
Mùa đầu tiên của bộ phim truyền hình dài tập khoa học viễn tưởng Hồ sơ tuyệt mật bắt đầu khởi chiếu trên kênh Fox tại Hoa Kỳ vào ngày 10 tháng 9 năm 1993 và kết thúc vào ngày 13 tháng 5 năm 1994, sau khi phát sóng 24 tập phim.
Mùa đầu tiên giới thiệu hai nhân vật chính của bộ phim, bao gồm hai đặc vụ Fox Mulder và Dana Scully lần lượt do hai diễn viên David Duchovny và Gillian Anderson đóng vai, cùng các nhân vật định kỳ bao gồm Deep Throat, Walter Skinner và Cigarette Smoking Man. Mùa này giới thiệu nội dung chính của bộ phim, xoay quanh việc FBI điều tra các vụ án mang tính chất tâm linh hoặc siêu nhiên, được gọi là X-Files, nó cũng bắt đầu đặt nền móng cho cốt truyện thần thoại bao trùm toàn bộ phim.
Chris Carter đã sáng tạo nên bộ phim dựa trên cảm hứng từ Kolchak: The Night Stalker và The Twilight Zone, ông cũng đã trình bày ý tưởng về bộ phim cho Fox hai lần trước khi nó được chấp nhận để sản xuất. Loạt phim đã nhanh chóng trở nên nổi tiếng sau mùa đầu tiên, với thứ hạng tăng đều trong suốt quá trình phát sóng và hầu hết nhận được những đánh giá tích cực từ các nhà phê bình và giới truyền thông. Bộ phim đã góp phần tạo nên tên tuổi cho hai nhân vật chính và một số tagline và khẩu hiệu trong bộ phim đã trở thành các chủ đề văn hóa kể từ đó.

## Diễn viên

### Diễn viên chính
- David Duchovny trong vai Đặc vụ Fox Mulder
- Gillian Anderson trong vai Đặc vụ Dana Scully

### Diễn viên định kỳ
- Jerry Hardin trong vai Deep Throat
- William B. Davis trong vai Cigarette Smoking Man

### Diễn viên khánh mời
- Doug Hutchison trong vai Eugene Victor Tooms
- Charles Cioffi trong vai Scott Blevins
- Mitch Pileggi trong vai Walter Skinner
- Bruce Harwood trong vai John Fitzgerald Byers
- Tom Braidwood trong vai Melvin Frohike
- Dean Haglund trong vai Richard Langly
- Zachary Ansley trong vai Billy Miles
- Scott Bellis trong vai Max Fenig
- Don S. Davis trong vai William Scully
- Lindsey Ginter trong vai Crew Cut Man
- Sarah Koskoff trong vai Theresa Nemman
- Sheila Larken trong vai Margaret Scully

## Tập phim
Tập phim được đánh dấu (‡) là các tập phim xoay quanh cốt truyện thần thoại về người ngoài hành tinh của loạt phim.
| TT. tổng thể | TT. trong mùa phim | Tiêu đề                 | Đạo diễn         | Biên kịch                       | Ngày phát hành gốc   | Mã sản xuất | Người xem tại Hoa Kỳ (triệu) |
| --- | ------------------ | ----------------------- | ---------------- | ------------------------------- | -------------------- | ----------- | ---------------------------- |
| 1 | 1                  | "Pilot"‡                | Robert Mandel    | Chris Carter                    | 10 tháng 9 năm 1993  | 1X79        | 12.0                         |
| Đặc vụ Dana Scully được chỉ định làm việc với Đặc vụ Fox Mulder trong nỗ lực để lật tẩy việc nghiên cứu của anh về các hiện tượng siêu nhiên. Vụ án đầu tiên của họ là điều tra các trường hợp người ngoài hành tinh bắt cóc. Billy Miles, một người đang rơi vào tình trạng gần như hôn mê, đang mang các bạn học cùng lớp, bao gồm Theresa Nemman, vào rừng, nơi họ bị giết bởi những tia sáng.                                                              |                    |                         |                  |                                 |                      |             |                              |
| 2 | 2                  | "Deep Throat"‡          | Daniel Sackheim  | Chris Carter                    | 17 tháng 9 năm 1993  | 1X01        | 11.1                         |
| Mulder và Scully di chuyển tới Idaho để điều tra về một vụ mất tích của một phi công thử nghiệm trong quân đội. Họ theo dõi hoạt động bất thường của máy bay, khiến Mulder tuyên bố rằng có một âm mưu của chính phủ đang xuất hiện. Mulder lẻn vào căn cứ quân sự và bị một trong các máy bay phát hiện, anh sau đó bị quân lính bắt giữ và bị tẩy não trước khi được thả ra.                                                                                 |                    |                         |                  |                                 |                      |             |                              |
| 3 | 3                  | "Squeeze"               | Harry Longstreet | Glen Morgan & James Wong        | 24 tháng 9 năm 1993  | 1X02        | 11.1                         |
| Mulder và Scully điều tra một vụ giết người hàng loạt mà dường như không có một phương pháp hữu hình nào cho hung thủ có thể đột nhập hay trốn thoát khỏi hiện trường. Eugene Victor Tooms, một lao công có vẻ ngoài bình thường, bị Mulder nghi ngờ là một dị nhân đột biến chuyên đi giết người và moi gan nạn nhân để tiếp tục sinh tồn. |                    |                         |                  |                                 |                      |             |                              |
| 4 | 4                  | "Conduit"               | Daniel Sackheim  | Alex Gansa & Howard Gordon      | 1 tháng 10 năm 1993  | 1X03        | 9.2                          |
| Mulder trở nên ám ảnh với việc giải quyết một vụ án có nhiều điểm tương đồng với cuộc chạm trán người ngoài hành tinh mà anh từng trải qua khi còn nhỏ, liên quan đến việc em gái anh, Samantha Mulder, bị người ngoài hành tinh bắt cóc và khám phá sự quyết tâm của Mulder trong nỗ lực tìm kiếm cô. |                    |                         |                  |                                 |                      |             |                              |
| 5 | 5                  | "The Jersey Devil"      | Joe Napolitano   | Chris Carter                    | 8 tháng 10 năm 1993  | 1X04        | 10.4                         |
| Vụ án một người đàn ông vô gia cư bị giết có nhiều điểm tương đồng với một vụ giết người khác xảy ra vào năm 1947 dẫn Mulder và Scully tới Quái vật Jersey trong truyền thuyết. |                    |                         |                  |                                 |                      |             |                              |
| 6 | 6                  | "Shadows"               | Michael Katleman | Glen Morgan & James Wong        | 22 tháng 10 năm 1993 | 1X05        | 8.8                          |
| Một thế lực vô hình thực hiện nhiều vụ giết người khi một cô gái trẻ luôn có mặt tại hiện trường, Mulder nghi ngờ rằng đó là linh hồn người sếp cũ của cô gái, người sếp đó được tin rằng đã tự sát nhưng thực chất ông bị sát hại và ông đang bảo vệ cô gái khỏi đối tác kinh doanh của mình. |                    |                         |                  |                                 |                      |             |                              |
| 7 | 7                  | "Ghost in the Machine"  | Jerrold Freedman | Alex Gansa & Howard Gordon      | 29 tháng 10 năm 1993 | 1X06        | 9.5                          |
| Một máy tính với trí tuệ nhân tạo cực kì tiên tiến bắt đầu giết người để bảo vệ chính nó. |                    |                         |                  |                                 |                      |             |                              |
| 8 | 8                  | "Ice"                   | David Nutter     | Glen Morgan & James Wong        | 5 tháng 11 năm 1993  | 1X07        | 10.0                         |
| Khi một nhóm nghiên cứu tại Bắc Cực tàn sát lẫn nhau một cách bí ẩn chỉ vài ngày sau khi họ đã khoan xuống dưới lớp băng sâu hơn bao giờ hết, Mulder và Scully đi điều tra cùng với một nhóm các bác sĩ và nhà khoa học. Họ phát hiện ra một sinh vật có khả năng lây nhiễm cho các sinh vật sống và tăng cao cảm giác tức giận và hoang tưởng cho vật chủ của chúng. Các thành viên trong nhóm bắt đầu bị giết khi họ tự hỏi ai trong số họ là kẻ giết người. |                    |                         |                  |                                 |                      |             |                              |
| 9 | 9                  | "Space"                 | William Graham   | Chris Carter                    | 12 tháng 11 năm 1993 | 1X08        | 10.7                         |
| Một thế lực bí ẩn đang phá hoại một chương trình phóng tàu vũ trụ. Chỉ huy của đội phóng đã từng tuyên bố rằng mình từng nhìn thấy một thực thể ngoài hành tinh khi chiêm ngưỡng Sao Hỏa từ quỹ đạo của Trái Đất. Thực thể đã quay về Trái Đất cùng ông để tra tấn ông và phá hoại chương trình không gian mới của ông. |                    |                         |                  |                                 |                      |             |                              |
| 10 | 10                 | "Fallen Angel"‡         | Larry Shaw       | Howard Gordon & Alex Gansa      | 19 tháng 11 năm 1993 | 1X09        | 8.8                          |
| Mulder đột nhập vào một địa điểm rơi UFO đang được quân đội giấu kín. Anh bị bắt và điều này khiến anh đứng trước nguy cơ bị sa thải khỏi FBI. |                    |                         |                  |                                 |                      |             |                              |
| 11 | 11                 | "Eve"                   | Fred Gerber      | Kenneth Biller & Chris Brancato | 10 tháng 12 năm 1993 | 1X10        | 10.4                         |
| Khi hai người cha bị sát hại ở hai địa điểm khác nhau tại Hoa Kỳ trong cùng một địa điểm và cùng một cách thức, Mulder và Scully phát hiện ra hai đứa con gái 8 tuổi của họ là một cặp song sinh hoàn hảo và được tạo ra để tiếp tục Thí nghiệm Litchfield, một dự án được thực hiện vào những năm 1950 nhằm tạo ra những bé trai Adam và bé gái Eve nhân bản có sức mạnh và trí thông minh cao, nhưng lại có xu hướng thực hiện những hành vi tâm thần.       |                    |                         |                  |                                 |                      |             |                              |
| 12 | 12                 | "Fire"                  | Larry Shaw       | Chris Carter                    | 17 tháng 12 năm 1993 | 1X11        | 11.1                         |
| Mulder điều tra cái chết của của các quan chức người Anh theo đề nghị của bạn gái cũ từ Oxford. Cecil L'Ively là một người có khả năng điều kiển lửa và anh ta muốn chiếm được người vợ của Ngài Malcolm Marsden. |                    |                         |                  |                                 |                      |             |                              |
| 13 | 13                 | "Beyond the Sea"        | David Nutter     | Glen Morgan & James Wong        | 7 tháng 1 năm 1994   | 1X12        | 10.8                         |
| Một tử tù mang tên Luther Lee Boggs khẳng định rằng anh ta là một nhà ngoại cảm và có thể giúp Mulder bắt một kẻ giết người hàng loạt nhằm giảm án xuống tù chung thân. Mặc dù Mulder nghi ngờ những tuyên bố này của Boggs, Scully tại tin anh ta sau khi anh ta nói rằng anh ta có thể giúp cô nói chuyện với người cha mới mất. |                    |                         |                  |                                 |                      |             |                              |
| 14 | 14                 | "Gender Bender"         | Rob Bowman       | Larry Barber & Paul Barber      | 21 tháng 1 năm 1994  | 1X13        | 11.1                         |
| Một loạt những vụ giết người không xác định được giới tính hung thủ khi hung thủ dường như xuất hiện dưới cơ thể của cả nam và nữ, dẫn Mulder và Scully đến một cộng đồng người Amish bị nghi ngờ có xuất xứ ngoài hành tinh, nơi họ khám phá ra những người này có khả năng thay đổi giới tính của bản thân. |                    |                         |                  |                                 |                      |             |                              |
| 15 | 15                 | "Lazarus"               | David Nutter     | Alex Gansa & Howard Gordon      | 4 tháng 2 năm 1994   | 1X14        | 12.1                         |
| Khi Đặc vụ FBI Jack Willis và tên cướp ngân hàng Warren Dupre bị bắn vào cùng một thời điểm trong một vụ cướp, Dupre chết và Willis được cứu sống. Khi Willis xuất viện và bắt đầu cư xử kỳ lạ, Mulder kết luận rằng ý thức của Dupre đã nhập vào cơ thể Willis. |                    |                         |                  |                                 |                      |             |                              |
| 16 | 16                 | "Young at Heart"        | Michael Lange    | Scott Kaufer and Chris Carter   | 11 tháng 2 năm 1994  | 1X15        | 11.5                         |
| John Barnett là một tên tội phạm tâm thần mà Mulder từng tham gia truy bắt ở một vụ án trong quá khứ trong quá khứ, giờ đã trở lại để trả thù anh. Trước khi Barnett được thả, một bác sĩ đã tìm ra cách để đảo ngược quá trình lão hóa và sử dụng anh ta làm vật thí nghiệm. Mulder và Scully cố gắng truy bắt một Barnett giờ đây trẻ trung tới mức không thể nhận ra khi anh ta đưa ra lời đe đọa sẽ giết hết những người thân yêu của Mulder.              |                    |                         |                  |                                 |                      |             |                              |
| 17 | 17                 | "E.B.E."‡               | William Graham   | Glen Morgan & James Wong        | 18 tháng 2 năm 1994  | 1X16        | 9.2                          |
| Mulder và Scully nhận được thông tin từ Deep Throat rằng một chiếc UFO đã bị bắn hạ trên bầu trời Iraq và đã được bí mật vận chuyển về Hoa Kỳ. Tuy nhiên, Deep Throat sau đó đã cố tình đánh lạc hướng các đặc vụ để ngăn họ tìm được sự thật. The Lone Gunmen được giới thiệu trong tập này. |                    |                         |                  |                                 |                      |             |                              |
| 18 | 18                 | "Miracle Man"           | Michael Lange    | Chris Carter & Howard Gordon    | 18 tháng 3 năm 1994  | 1X17        | 11.6                         |
| Mulder và Scully di chuyển tới Tennessee để điều tra về một chàng trai có khả năng chữa trị cho người khác chỉ với một cú chạm. Tuy nhiên, gần đây những người được chạm đều chết ngay sau đó. |                    |                         |                  |                                 |                      |             |                              |
| 19 | 19                 | "Shapes"                | David Nutter     | Marilyn Osborn                  | 1 tháng 4 năm 1994   | 1X18        | 11.5                         |
| Mulder và Scully di chuyển tới khu bảo tồn của người da đỏ ở phía tây bắc Montana để điều tra một vụ ngộ sát mà Mulder tin rằng liên quan tới vụ án X-File đầu tiên tại FBI về người sói. |                    |                         |                  |                                 |                      |             |                              |
| 20 | 20                 | "Darkness Falls"        | Joe Napolitano   | Chris Carter                    | 15 tháng 4 năm 1994  | 1X19        | 12.5                         |
| Mulder và Scully di chuyển tới một khu vực hẻo lánh thuộc Rừng Quốc gia Washington sau khi một nhóm gồm 30 tiều phu mất tích. Họ nhanh chóng khám phá ra rằng một thế lực vô hình đang ngủ yên đã được thức tỉnh. |                    |                         |                  |                                 |                      |             |                              |
| 21 | 21                 | "Tooms"                 | David Nutter     | Glen Morgan & James Wong        | 22 tháng 4 năm 1994  | 1X20        | 13.4                         |
| Tooms được thả khỏi bệnh viên tâm thần nơi anh ta bị giam giữ vì tấn công Scully—và giờ anh ta chỉ cần giết thêm một người nữa để lấy được lá gan cuối cùng, thứ sẽ giúp anh ta tiếp tục ngủ đông trong vòng 30 năm nữa. Mulder và Scully chạy đua với thời gian để tìm bằng chứng về sự liên quan của anh ta tới những vụ giết người trong quá khứ trước khi anh ta có thể biến mất một lần nữa. Đây cũng là tập đầu tiên Walter Skinner xuất hiện.           |                    |                         |                  |                                 |                      |             |                              |
| 22 | 22                 | "Born Again"            | Jerrold Freedman | Howard Gordon & Alex Gansa      | 29 tháng 4 năm 1994  | 1X21        | 13.7                         |
| Sau khi một thám tử và người cộng sự cũ của anh ta chết trong hoàn cảnh không thể lý giải, các tai nạn này đã được liên kết tới một bé gái khi cô là người trực tiếp chứng kiến cả hai cái chết. Mulder tin rằng cô bé là sự tái sinh của một viên cảnh sát bị đồng nghiệp sát hại. |                    |                         |                  |                                 |                      |             |                              |
| 23 | 23                 | "Roland"                | David Nutter     | Chris Ruppenthal                | 6 tháng 5 năm 1994   | 1X22        | 12.5                         |
| Mulder và Scully điều tra một vụ giết người hàng loạt khi một nhóm các nhà khoa học lần lượt chết hoặc bị sát hại. Nghi phạm duy nhất trong vụ án là một lao công bị thiểu năng trí tuệ tên Roland. |                    |                         |                  |                                 |                      |             |                              |
| 24 | 24                 | "The Erlenmeyer Flask"‡ | R. W. Goodwin    | Chris Carter                    | 13 tháng 5 năm 1994  | 1X23        | 14.0                         |
| Một cuộc truy đuổi nghi phạm của cảnh sát đã dẫn Mulder và Scully tới một phòng thí nghiệm nơi chứa đựng bí mật có thể giúp cung cấp thêm bằng chứng về âm mưu của chính phủ. |                    |                         |                  |                                 |                      |             |                              |